# ニーレジハーザ
ニーレジハーザ （ハンガリー語：Nyíregyháza  listen (IPA: /ɲireɟhazɒ/）とは、ハンガリー北東の都市。サボルチ・サトマール・ベレグ県の県都。国内7番目の人口を抱える。

## 歴史
ニーレジハーザの名前が初めて記録に残されたのは1209年で、当時はただニール（Nyír、カバノキを意味する）とだけ呼ばれていた。1326年の文献によれば、町には教会が1つあり、エジハーズ（egyház、教会を意味し、文語的には一つの家を意味する）と記載されていた。15世紀半ばには、町の人口はおよそ400人であった。16世紀、オスマン帝国がハンガリーを支配した間、ニーレジハーザは荒廃し、1630年代から1640年代にだけ再び定住がされただけだった。
トランシルバニア公ラーコーツィ・フェレンツ2世が率いたハンガリー独立戦争後、町の人口が増加した。新たな移住者のほとんどがスロバキアからやってきた。1786年、ニーレジハーザは年に4日間市場を開く権利を授与され、この時から町は7,500人の人口を抱える地方一の町となった。19世紀初頭、ニーレジハーザは封建領主Dessewffy家とカーロリ家（Károlyi）から自由となったことから十分に裕福となった。この繁栄した時代に町に新たな町庁舎、病院、学校数校ができた。
町の住民は、1848年-1849年独立革命において率先して身を投じ、革命が抑圧された後、市長マールトン・ハツェル（Márton Hatzel）を含む多くの住民が投獄された
19世紀半ば、ニーレジハーザはさらに都市化が進み、町はサボルチ県（現在はさらに大きなサボルチ・サトマール・ベレグ県に含まれる）の県都となった。1858年、鉄道路線がニーレジハーザへ通り、電話局、主要郵便局、劇場を含む新たな建物が建った。1911年、トラム路線が完成した。 
第一次世界大戦での多くの試みと苦難の後、ニーレジハーザは10ヶ月間ルーマニア王国に占領された。2つの世界大戦の端境期に、市は封建領主からの解放100周年を祝った。
第二次世界大戦中、ニーレジハーザのユダヤ系住民6,000人以上がホロコーストの犠牲となり、その他に2,000人の市民がソビエト連邦内の政治犯収容所へ送られた（ハンガリー人強制労働）。クオ・シナゴーグ（現在は正面の壁が保存され、ニーレジハーザ・ユダヤ人墓地となっている）を含むいくつもの建物が破壊された。
1960年代から、市は急速な発展を遂げた。現在、ニーレジハーザはハンガリー有数の繁栄する都市となり、教育の中心と人気のある観光地でもある。音楽イベントや、秋の祭りニールシェーギ・エース（Nyírségi Ősz）開催中には特におびただしい数の観光客が集まる。ヨーロッパ最大のワールド・ミュージックの祭典が毎年9月上旬に開催される。

## 観光
温泉湖、ショーシトージョージフュルデー（Sóstógyógyfürdő）が数世紀に渡り観光客に人気がある。湖水は非常に温かく、およそ26℃あり、2,000平方キロメートルの公園に周囲を囲まれている。ヴァダスパークと呼ばれる大きな動物園があり、世界の五大陸から集められた動物が見られる。
ニーレジハーザには美術館がいくつかあり、市の豊かな文化遺産を見ることができる。
- 正教会宗教美術館 – 17世紀から18世紀にかけてのイコンや礼拝用の品を展示。
- 国際メダル芸術コレクション及びニーレジハーザ＝ソーストー小彫刻創造協会 – 現代美術家の作品を展示
- ヨーサ・アンドラーシュ博物館 – 青銅器時代からの貨幣学を含む、ニーレジハーザ史の全ての時代の考古学的な展示
- ショーシュトー村落博物館 – 19世紀の村落での生活を一見できる

市内には、カトリック教会、正教会、改革派教会、ルター派などの教会、またシナゴーグなど美しい建物がある。

## スポーツ
- ニーレジハーザ・シュパルタツシュFC - サッカークラブ

## 姉妹都市
- セント・オールバンズ、 イギリス
- ジェシュフ 、ポーランド
- イーザーローン 、ドイツ
- カヤーニ 、フィンランド
- ウージュホロド 、ウクライナ
- サツ・マーレ、 ルーマニア
- プレショフ、 スロバキア
- キルヤト・モツキン 、イスラエル
- ザンクト・ペルテン、オーストリア

## 出身者
- ミトロー・ジェルジ - 競泳選手
- ジュラ・ベンツール - 画家
- ステファン・ゾルテス - 指揮者
- マートン・フチョビッチ - テニス選手
- コーシャ・フェレンツ - 映画監督
- ガズダグ・ダーニエル - サッカー選手
- グレタ・サクマリー - バレーボール選手